# Flagellocythere
Flagellocythere is een geslacht van kreeftachtigen uit de klasse van de Ostracoda (mosselkreeftjes).

## Soort
- Flagellocythere arenicola Hartmann, 1974